# Blaž Gantar
Tenorist Blaž Gantar se je aktivneje začel ukvarjati s petjem pri 24 letih pri prof. Mateji Arnež Volčanšek in prof. Janku Volčanšku.
Med študijem je kot nadarjen pevec leta 2007 nastopil v Slovenski filharmoniji - na zaključnem koncertu ter v scenski postavitvi Novakovega Figara.
V letu 2007 je kot dodatni pevec sodeloval tudi z ljubljansko opero pri 2 projektih: Don Kihot (Jules Massenet) ter Samson in Dalila (Camille Saint-Saens).
Leta 2008 je prav tako v Slovenski filharmoniji nastopil kot Franjo v Gorenjskem Slavčku (Anton Foerster) ter na dveh koncertih kot solist z zborom SGBŠ Ljubljana.
Leta 2009 je pričel sodelovati s sedanjo profesorico, primadono Dunjo Vejzović, ki poučuje na Operni šoli v Stuttgartu. V marcu istega leta je kot Tony s Simfoničnim orkestrom Slovenske filharmonije v Cankarjevem domu izvedel štiri ponovitve  koncertne izvedbe Bernsteinove West side Story ter ponovno sodeloval z ljubljansko opero – tokrat pri projektu Knez Igor (A. P. Borodin).  V septembru je v Operni hiši v Rijeki na koncertu zapel kot Cavaradossi iz opere Tosca (arija E lucevan le stelle) ter kot Manrico iz opere Il Trovatore.
Leto 2010 je bilo posvečeno študiju, predvsem piljenju tehnike in učenju različnih opernih vlog. Septembra je na otvoritvenem koncertu sezone operne hiše zapel arijo Turridduja Addio alla madre iz opere Cavalleria Rusticana.
V letu 2011 je dosegel prvi mednarodni uspeh. Aprila je v najstarejšem švicarskem mestu Chur v boju za vlogo Alfreda tekmoval z več kot 120 udeleženci iz 12 različnih držav in bil po mnenju komisije najprepričljivejši. V avgustu je tako debitiral v Verdijevi Traviati, ki je požela veliko uspehov in sedem ponovitev, zadnjo celo v sloviti dvorani Tonhalle v Zürichu.
Na povabilo organizatorjev festivala v italijanskem mestu Varese je v septembru še enkrat zapel kot Alfredo. Konec leta 2011 se je na prestižnem tekmovanju Magda Oliveiro v Milanu uvrstil v polfinale ter z Verdijvo Traviato debitiral tudi v ljubljanski operi, prav tako pa sodeloval pri nekaj ponovitvah.
Februarja 2012 je v Tel Avivu zapel na samostojnem koncertu, marca pa v Gorici sodeloval pri izvedbi Mozartovega Rekvijema. Sledil je mednarodni uspeh v italijanskem Orvietu, kjer se je med udeleženci iz 14 držav uvrstil v finale obeh kategorij ter v kategoriji Traviata tudi zmagal. https://orvietosi.it/2012/07/spazio-musica-opere-e-concerti-2012-recital-del-pianista-massimiliano-damerini/
Leto 2012 zaključuje s koncertoma opernih arij na Rabu in v Operni hiši v Rijeki.